# Balagere Kaval, Tumkur
Balagere Kaval là một làng thuộc tehsil Tumkur, huyện Tumkur, bang Karnataka, Ấn Độ.